# Етањак
Етањак (фр. Etagnac) насеље је и општина у западној Француској у региону Поату-Шарант, у департману Шарант која припада префектури Конфолан.
По подацима из 2011. године у општини је живело 960 становника, а густина насељености је износила 32,84 становника/km². Општина се простире на површини од 29,23 km². Налази се на средњој надморској висини од 228 метара (максималној 284 m, а минималној 150 m).

## Демографија
| 1962. | 1968. | 1975. | 1982. | 1990. | 1999. | 2011. |
| ----- | ----- | ----- | ----- | ----- | ----- | ----- |
| 913   | 950   | 910   | 966   | 949   | 981   | 960   |

График промене броја становника у току последњих година